# Lexington Challenger
El torneig de Lexington, conegut oficialment com a Top Seed Open i tradicionalment com Lexington Challenger, és una competició tennística professional que es disputa sobre pista dura exterior al Top Seed Tennis Club de Lexington, Kentucky, Estats Units. Pertany als International Tournaments del circuit WTA femení i al circuit ATP Challenger Tour masculí.

## Història
El torneig es va crear l'any 1995 categoria masculina dins el circuit ATP Challenger Tour amb el nom de Lexington Challenger i es va disputar en el Hilary J. Boone Tennis Complex. Dos anys després es va introduir la categoria femenina dins el circuit ITF. Durant els següent edicions va tenir els noms de Fifth Third Bank Tennis Championships i Kentucky Bank Tennis Championships.
L'any 2020, aprofitant que molts torneigs es van cancel·lar degut a la pandèmia per coronavirus de 2019-2020, el torneig va fer un pas endavant i va ser admès per formar part al circuit WTA, dins la categoria de International Tournaments, va canviar d'emplaçament per Top Seed Tennis Club i de nom per Top Seed Open (presented by Bluegrass Orthopaedics).

## Palmarès

### Individual masculí
| Any  | Campió           | Finalista          | Resultat            |
| ---- | ---------------- | ------------------ | ------------------- |
| 2019 | Jannik Sinner    | Alex Bolt          | 6−4, 3−6, 6−4       |
| 2018 | Lloyd Harris     | Stefano Napolitano | 6−4, 6−3            |
| 2017 | Michael Mmoh     | John Millman       | 4−6, 7−6(3), 6−3    |
| 2016 | Ernesto Escobedo | Frances Tiafoe     | 6−2, 6−7(6), 7−6(3) |
| 2015 | John Millman     | Yasutaka Uchiyama  | 6−3, 3−6, 6−4       |
| 2014 | James Duckworth  | James Ward         | 6−3, 6−4            |
| 2013 | James Ward       | James Duckworth    | 4−6, 6−3, 6−4       |
| 2012 | Denis Kudla      | Érik Chvojka       | 5−7, 7−5, 6−1       |
| 2011 | Wayne Odesnik    | James Ward         | 7−5, 6−4            |
| 2010 | Carsten Ball     | Jesse Levine       | 6−4, 7−6(1)         |
| 2009 | Harel Levy       | Alex Kuznetsov     | 6−4, 4−6, 6−2       |
| 2008 | Somdev Devvarman | Robert Kendrick    | 6−3, 6−3            |
| 2007 | John Isner       | Brian Wilson       | 6−7(7), 6−3, 6−4    |
| 2006 | Lee Hyung-taik   | Amer Delic         | 5−7, 6−2, 6−3       |
| 2005 | Dudi Sela        | Bobby Reynolds     | 6−3, 3−6, 6−4       |
| 2004 | Matias Boeker    | Jesse Witten       | 6−2, 4−6, 7−6(5)    |
| 2003 | Frank Dancevic   | Petr Kralert       | 7−5, 6−4            |
| 2002 | Scott Draper     | Paul Goldstein     | 4−6, 6−4, 6−4       |
| 2001 | Paul Goldstein   | Jack Brasington    | 1−6, 6−2, 6−3       |
| 2000 | Takao Suzuki     | Justin Gimelstob   | 2−1, retirada       |
| 1999 | Harel Levy       | Kevin Kim          | 6−4, 7−6            |
| 1998 | Paul Goldstein   | Lee Hyung-taik     | 6−1, 6−4            |
| 1997 | Wayne Black      | Gianluca Pozzi     | 6−4, 6−1            |
| 1996 | Steve Bryan      | Nicola Bruno       | 6−2, 6−4            |
| 1995 | Mark Knowles     | Kenny Thorne       | 6−4, 7−5            |

### Individual femení
| Any               | Campiona           | Finalista         | Resultat         |
| ----------------- | ------------------ | ----------------- | ---------------- |
| WTA International |                    |                   |                  |
| 2020              | Jennifer Brady     | Jil Teichmann     | 6−3, 6−4         |
| Circuit ITF       |                    |                   |                  |
| 2019              | Kim Da-bin         | Ann Li            | 6−1, 6−3         |
| 2018              | Asia Muhammad      | Ann Li            | 7−5, 6−1         |
| 2017              | Grace Min          | Sofia Kenin       | 6−4, 6−1         |
| 2016              | Michaëlla Krajicek | Arina Rodiónova   | 6−0, 2−6, 6−2    |
| 2015              | Nao Hibino         | Samantha Crawford | 6−2, 6−1         |
| 2014              | Madison Brengle    | Nicole Gibbs      | 6−3, 6−4         |
| 2013              | Shelby Rogers      | Julie Coin        | 6−4, 7−6(3)      |
| 2012              | Julia Glushko      | Johanna Konta     | 6−3, 6−0         |
| 2011              | Chichi Scholl      | Amanda Fink       | 6−1, 6−1         |
| 2010              | Kurumi Nara        | Stéphanie Dubois  | 6−4, 6−4         |
| 2009              | Sania Mirza        | Julie Coin        | 7−6(5), 6−4      |
| 2008              | Melanie Oudin      | Carly Gullickson  | 6−4, 6−2         |
| 2007              | Stéphanie Dubois   | Anne Keothavong   | 4−6, 6−3, 6−3    |
| 2006              | Camille Pin        | Abigail Spears    | 7−5, 7−5         |
| 2005              | Natalie Grandin    | Stéphanie Dubois  | 6−4, 6−3         |
| 2004              | Camille Pin        | Jeon Mi-ra        | 7−5, 6−3         |
| 2003              | Miho Saeki         | Salome Devidze    | 6−4, 2−6, 7−5    |
| 2002              | Virginie Razzano   | Samantha Reeves   | 7−6(5), 7−6(5)   |
| 2001              | Katarina Srebotnik | Sabine Klaschka   | 6−4, 7−5         |
| 2000              | Jennifer Hopkins   | Dawn Buth         | 6−3, 6−1         |
| 1999              | Florencia Labat    | Annabel Ellwood   | 6−2, 5−7, 6−1    |
| 1998              | Julie Pullin       | Abigail Tordoff   | 6−4, 6−4         |
| 1997              | Karin Miller       | Liezel Horn       | 6−7(5), 6−1, 6−2 |

### Dobles masculins
| Any  | Campions                              | Finalistes                       | Resultat            |
| ---- | ------------------------------------- | -------------------------------- | ------------------- |
| 2019 | Diego Hidalgo Martin Redlicki         | Roberto Maytín Jackson Withrow   | 6−2, 6−2            |
| 2018 | Robert Galloway Roberto Maytín        | Joris De Loore Marc Polmans      | 6−3, 6−1            |
| 2017 | Alex Bolt Max Purcell                 | Tom Jomby Eric Quigley           | 7−5, 6−4            |
| 2016 | Luke Saville Jordan Thompson          | Nicolaas Scholtz Tucker Vorster  | 6−2, 7−5            |
| 2015 | Carsten Ball Brydan Klein             | Dean O'Brien Ruan Roelofse       | 6−4, 7−6(4)         |
| 2014 | Peter Polansky Adil Shamasdin         | James McGee Chase Buchanan       | 6−4, 6−2            |
| 2013 | Frank Dancevic Peter Polansky         | Bradley Klahn Michael Venus      | 7−5, 6−3            |
| 2012 | Austin Krajicek John Peers            | Tennys Sandgren Rhyne Williams   | 6−1, 7−6(4)         |
| 2011 | Jordan Kerr David Martin              | James Ward Michael Yani          | 6-3, 6−4            |
| 2010 | Raven Klaasen Izak van der Merwe      | Kaden Hensel Adam Hubble         | 5−7, 6−4, [10−7]    |
| 2009 | Kevin Anderson Ryler DeHeart          | Amir Hadad Harel Levy            | 6−4, 4−6, [10−6]    |
| 2008 | Alessandro da Col Andrea Stoppini     | Olivier Charroin Erik Chvojka    | 6−2, 2−6, [10−8]    |
| 2007 | Brendan Evans Ryan Sweeting           | Ross Hutchins Phillip Simmonds   | 6−4, 6−4            |
| 2006 | Sanchai Ratiwatana Sonchat Ratiwatana | John Isner Colin Purcell         | 7−6(5), 4−6, [10−6] |
| 2005 | Scoville Jenkins Bobby Reynolds       | Roger Anderson Rik de Voest      | 6−4, 6−4            |
| 2004 | Matias Boeker Amer Delic              | Harsh Mankad Jason Marshall      | 7−5, 6−4            |
| 2003 | Jonathan Erlich Takao Suzuki          | Matias Boeker Travis Parrott     | 6−4, 6−1            |
| 2002 | Jack Brasington Glenn Weiner          | Brandon Coupe Eric Taino         | 6−2, 4−6, 7−5       |
| 2001 | John-Laffnie de Jager Robbie Koenig   | Paul Kilderry Jack Waite         | 7−6(1), 7−5         |
| 2000 | Lorenzo Manta Laurence Tieleman       | Grant Stafford Wesley Whitehouse | 7−6, 7−6            |
| 1999 | Michael Sell Gabriel Trifu            | Scott Humphries Kevin Kim        | 7−6, 6−7, 6−4       |
| 1998 | Ben Ellwood Lleyton Hewitt            | Paul Goldstein Jim Thomas        | 5−7, 6−3, 6−2       |
| 1997 | Wayne Black Brian MacPhie             | David DiLucia Bryan Shelton      | 6−4, 7−5            |
| 1996 | Geoff Grant Grant Stafford            | Chad Clark Tamer El Sawy         | 7−5, 6−1            |
| 1995 | Fernon Wibier Chris Woodruff          | Jamie Morgan Andrew Painter      | 7−5, 6−2            |

### Dobles femenins
| Any               | Campions                                  | Finalistes                                | Resultat               |
| ----------------- | ----------------------------------------- | ----------------------------------------- | ---------------------- |
| WTA International |                                           |                                           |                        |
| 2020              | Hayley Carter Luisa Stefani               | Marie Bouzková Jil Teichmann              | 6−1, 7−5               |
| Circuit ITF       |                                           |                                           |                        |
| 2019              | Robin Anderson Jessika Ponchet            | Ann Li Jamie Loeb                         | 7−6(4), 6−7(5), [10−7] |
| 2018              | Hayley Carter Ena Shibahara               | Sanaz Marand Victoria Rodríguez           | 6−3, 6−1               |
| 2017              | Priscilla Hon Vera Lapko                  | Hiroko Kuwata Valéria Savinikh            | 6−3, 6−4               |
| 2016              | Hiroko Kuwata Zhu Lin                     | Sophie Chang Alexandra Mueller            | 6−0, 7−5               |
| 2015              | Nao Hibino Emily Webley-Smith             | Nicha Lertpitaksinchai Peangtarn Plipuech | 6−2, 6−2               |
| 2014              | Jocelyn Rae Anna Smith                    | Shuko Aoyama Keri Wong                    | 6−4, 6−4               |
| 2013              | Nicha Lertpitaksinchai Peangtarn Plipuech | Julia Glushko Chanel Simmonds             | 7−6(5), 6−3            |
| 2012              | Shuko Aoyama Xu Yifan                     | Julia Glushko Olivia Rogowska             | 7−5, 6−7(4), [10−4]    |
| 2011              | Tamaryn Hendler Chichi Scholl             | Lindsay Lee-Waters Megan Moulton-Levy     | 7−6(9), 3−6, [10−7]    |
| 2010              | Bojana Bobusic Christina Fusano           | Jacqueline Cako Story Tweedie-Yates       | 6−4, 6−2               |
| 2009              | Chang Kai-chen Tetiana Luzhanska          | Jacqueline Cako Alison Riske              | 6−3, 6−2               |
| 2008              | Chan Chin-wei Kimberly Couts              | Lindsay Lee-Waters Melanie Oudin          | 2−6, 6−3, [10−8]       |
| 2007              | Melinda Czink Lindsay Lee-Waters          | Casey Dellacqua Natalie Grandin           | 6−2, 7−6(7)            |
| 2006              | Chan Chin-wei Abigail Spears              | Akgul Amanmuradova Varvara Lepchenko      | 6−1, 6−1               |
| 2005              | Vilmarie Castellvi Samantha Reeves        | Kumiko Iijima Junri Namigata              | 6−2, 6−1               |
| 2004              | Claire Curran Natalie Grandin             | Casey Dellacqua Nicole Sewell             | 7−6(6), 6−4            |
| 2003              | Janet Lee Jessica Lehnhoff                | Bryanne Stewart Christina Wheeler         | 6−4, 6−3               |
| 2002              | Nana Miyagi Irina Selyutina               | Rachel McQuillan Lisa McShea              | 6−7(2), 6−2, 7−5       |
| 2001              | Lisa McShea Nana Miyagi                   | Julie Ditty Milagros Sequera              | 6−0, 6−4               |
| 2000              | Janet Lee Wynne Prakusya                  | Sandra Cacic Renata Kolbovic              | 6−2, 3−6, 6−2          |
| 1999              | Alexandra Fusai Florencia Labat           | Kim Eun-ha Julie Pullin                   | 6−4, 6−1               |
| 1998              | Amanda Grahame Bryanne Stewart            | Nirupama Vaidyanathan Yi Jingqian         | 6−4, 1−6, 6−3          |
| 1997              | Elly Hakami Danielle Jones                | Kaoru Shibata Katarina Srebotnik          | 6−2, 7−5               |